# Astrapotheria
De Astropotheria zijn een orde van uitgestorven zoogdieren die leefden van het Laat-Oligoceen tot het Midden-Mioceen.

## Kenmerken
In deze kleine orde waren dieren vertegenwoordigd die de grootte hadden van een neushoorn, met slagtanden en een korte slurf. Deze dieren hadden een langwerpig, zwaar lichaam, ondersteund door slanke benen, die waren voorzien van vrij kleine 'handen' en 'voeten'. Het grote en zware hoofd rustte op een relatief dunne hals. Het meest opvallende kenmerk was de korte slurf, waardoor het dier op een tapir leek. In de bovenkaak bevonden zich twee slagtanden.

## Vondsten
Van deze dieren zijn veel fossielen gevonden, voornamelijk in Zuid-Amerika.

## Indeling
Familie Astrapotheriidae Ameghino, 1887
- † Albertogaudrya Ameghino, 1901
- † Antarctodon Bond et al., 2011
- † Astrapodon Ameghino, 1891
- † Astraponotus Ameghino, 1901
- † Astrapothericulus Ameghino, 1901
- † Astrapotherium Burmeister, 1879
- † Granastrapotherium Johnson & Madden, 1997
- † Liarthrus Ameghino, 1897
- † Parastrapotherium Ameghino, 1895
- † Scaglia Simpson, 1957
- † Synastrapotherium Paula Couto, 1976
- † Traspoatherium Ameghino, 1895
- † Xenastrapotherium Kraglievich, 1928

Familie Trigonostylopidae Ameghino, 1901
- † Tetragonostylops Paula Couto, 1963
- † Trigonostylops Ameghino, 1897